# Colibrí inca d'Apurímac
El colibrí inca d'Apurímac (Coeligena albicaudata) és una espècie d'ocell de la família dels troquílids (Trochilidae) que habita zones boscoses del sud del Perú.

Considerat una subespècie de Coeligena violifer per diversos autors.